# Ioan Pârva
Ioan Pârva (n. 1879, Fornădia, județul Hunedoara – d. 1957, Fornădia, județul Hunedoara) a fost un deputat în Marea Adunare Națională de la Alba Iulia , organismul legislativ reprezentativ al „tuturor românilor din Transilvania, Banat și Țara Ungurească”, cel care a adoptat hotărârea privind Unirea Transilvaniei cu România, la 1 decembrie 1918 :p. 217.

## Biografie
A făcut școala primară din sat :p. 217.

## Activitatea politică
Ca deputat în Adunarea Națională din 1 decembrie 1918, Ioan Pârva a fost delegat al Cercului electoral Deva :p. 217.